# Pedro Rocha
Pedro Virgilio Rocha Franchetti (3. december 1942 i Salto, Uruguay - 2. december 2013) var en uruguayansk fodboldspiller, der som angriber eller midtbane på Uruguays landshold deltog ved hele fire VM-slutrunder i træk (1962, 1966, 1970 og 1974). Han deltog desuden ved Copa América i 1967. I alt nåede han at spille 52 kampe og score 17 mål for landsholdet.
Rocha spillede på klubplan primært for CA Peñarol i hjemlandet, samt São Paulo FC i Brasilien. Med Peñarol var han med til at vinde hele otte uruguayanske mesterskaber og tre udgaver af Copa Libertadores.